# ビビッドレッド・オペレーション
『ビビッドレッド・オペレーション』（VIVIDRED OPERATION）は、日本のテレビアニメ作品。2013年1月から3月まで、MBS・TBSほかで放送された。全12話。略称は「ビビッド」、「ビビオペ」。

## 概要
アニプレックス・電撃G's magazine製作、A-1 Pictures制作のオリジナルアニメーションプロジェクト。2012年4月28日に、2日に1つキーワードが発表されるティザーサイトが開設。その後、計16キーワード発表後の2012年5月30日に正式な公式サイトが開設された。
伊豆大島にある東京都大島町と、島と本州の間に存在する架空の人工島が舞台となっている。
キャッチコピーは「友情が世界を守る鍵」。1人では太刀打ちできない脅威に友達と一緒に立ち向かい、その力で世界を救うというのがストーリーのテーマである。しかしこれは高村和宏と吉野弘幸との打ち合わせの中で考案されたものであり、高村が執筆した当初の企画書にはまだ友情の語はなく、「おしりアニメ」と記されていた。
『電撃G's magazine』において漫画版2作品が連載された。また、バンダイナムコゲームスよりPlayStation 3用アクションゲームが同年6月20日に発売された。さらに同年3月29日より2014年4月25日までGREE、Mobageでソーシャルゲーム版が配信されていた。

### 企画の経緯
本作品の起源は2007年。当時『天元突破グレンラガン』に携わっていた高村は、アニメーターとして行き詰まりを感じながらも新しい企画書を執筆した。その表紙には既に決定タイトル『ビビッドレッド・オペレーション』が掲げられており、イラストは「ホットパンツ姿のヒロインの尻だけが鮮明に描かれている」というもので、高村が作品を通じてやりたいことを如実に物語っていた。この企画は周囲の賛同を得られずお蔵入りになりかけたが、企画書を見た鳥羽洋典が興味を持ち、再始動することになった。しかし、まもなく高村が『ストライクウィッチーズ』で多忙になったため、すぐに制作に取り掛かることはできなかった。
翌2008年、鳥羽から企画書を渡された吉野が制作に加わった。だが『ストライクウィッチーズ』が第2期や劇場版まで続いたこともあって作業は延び延びになり、2012年に入ってようやく企画が本格的に開始した。本作品の情報が公開されたのは『電撃G's magazine』2012年7月号で、まだ名前も未公表だった主人公のあかねのイラストが同号の表紙を飾った。

## あらすじ
一色健次郎博士による発明機関「示現エンジン」がそびえ立つ、ブルーアイランド。世界のエネルギー問題を解決へ導いたそれによる恩徳の下、世界の人々は平穏な日々を送っていた。大島に住む、健次郎の孫娘で中学生の一色あかねも、その1人である。健次郎の発明品の1つである浮遊バイク「わんこ」に乗り、入院中の母の一色ましろに代わって家計を助けるための新聞配達に励みながら、妹の一色ももが家事を受け持つ自宅の奥で発明に勤しむ健次郎と数時間ぶりの再会を喜び、大島北ノ山小中学校では小学生と一緒に授業や休み時間を享受する。そんな中、病気療養のために休学していた親友の二葉あおいが復学のために帰島することを知ったあかねは、彼女と共に進級できることも併せて喜びに湧く。
あかねは学校の帰りにあおいを迎えに行くが、それと並行して示現エンジンへ向かう巨大な存在があった。「アローン」と呼ばれるそれは、最新鋭の戦闘機や護衛艦を一撃で薙ぎ払うビーム兵器を持っていた。アローンの脅威に備えていた健次郎は、自宅の奥で「ビビッドシステム」を完成させるが、その際に起こった爆発の影響で意識がカワウソのぬいぐるみ「うそくん」へ転送され、元の肉体は抜け殻同然となってしまう。あかねは健次郎の指示で彼の肉体をとりあえず冷蔵庫へ放り込むと、不思議な鍵を託してきた健次郎と共にわんこで示現エンジンへ急ぐ。その途中、あかねは戦場と化したその空域へ迷い込んでアローンの攻撃を受け、不時着していく飛行機の窓にあおいの姿を目撃する。あおいを乗せた飛行機は示現エンジンの最上部に不時着し、あおいはあかねの目前で大破して折れ砕けた機体から、地表へ落下していく。7年前にましろと共に遭遇した実験事故で重度の高所恐怖症となっていたあかねは、示現エンジンの高度に一度は躊躇して立ち止まってしまうが、あおいを救うべく勇気を振り絞って再び飛び出す。
あかねが落下中のあおいに追い着いたその時、ビビッドシステムが発動した。鍵の閃光に包まれて瞬時に「パレットスーツ」への変身を遂げ、あおいと共に宙に浮いているあかねへ、健次郎はビビッドシステムこそがアローンに唯一対抗できる手段であることを語るのだった。

## 登場人物

### 主要人物
一色 あかね（いっしき あかね）
声 - 佐倉綾音
本作の主人公。中学2年生の14歳。
大島北ノ山小中学校に通っていたが、第2話でアローンの攻撃で学校が壊滅、第3話で新大島学園の中等部に編入している。
能天気でバカだが困っている人を見捨てられない優しい性格で、入院中の母に代わり、新聞配達などのアルバイトで家計を助けている。常識の範疇を越えるほどのマヨネーズ好きである。
天性の運動神経に恵まれており、素早く型にはまらない身のこなしが得意。第3話では剣術を修めるわかばの打ち込みを、無手でいなしている。その一方で、ひまわりが「博士の偉大な才能は継いでない」と形容するように、天才科学者の孫だが学校の成績は芳しくない。(4コマ漫画版では赤点を取った一面も)
7年前、示現エンジン実験号機の暴走事故に巻き込まれて母のましろとともに橋から宙吊りになったことがトラウマとなり、長らく高所恐怖症を抱えていたが、あおいを救いたい一心で示現エンジンのメインタワー頂上から決死の大ジャンプを敢行。高所恐怖症を克服し、ビビットチーム最初の戦士となる。
オペレーションキーおよびパレットスーツの色は赤。使用する武器はネイキッド・ラング。遠近両用の特殊なブレードで、剣として扱える以外に、V字に開いてブーメランのように投げることも可能。新聞配達で培った「遠くの的へ正確に物を投げる腕前」を活かして後者の使い方をされることが多い。また、威力を補助する推進装置も内蔵されており、第8話ではあおいが加速ブースターとして背中に装着している。
4コマ漫画版では催眠術が得意でそれであおいのトマト嫌いの克服させようとした。(後に妹のももに怒られた)
黒騎 れい（くろき れい）
声 - 内田真礼
本作のもう一人の主人公。新大島学園の生徒で、あかねたちのクラスメイト。
授業以外ではほとんど人と話さず、1人でいることが多いため、当初ひまわりからは変な子と思われているが、実は密かにアローンに力を与え、示現エンジンの破壊を目論む刺客。首筋にはその証とも言うべき、烏の羽を模した紋章が刻まれており、普段はマフラーで隠している。自らの命の一部を光の矢に変えて放つことでアローンを強化できるが、射る度に紋章が1つずつ消えてゆく。全ての紋章が消え、最後の矢を受けたアローンが倒されてしまった時、彼女の存在は消滅するとされている。
胸襟を開かず寡黙を貫いているが、根は心優しい。第5話では身を挺して子供を事故から救ったり、「両親を助けるためでも、周りの迷惑になることだけはしない」と言い切るあかねの言葉に胸を痛め、第7話で「やらなければならないこと」の言葉を聞いた途端、無意識にあかねの育てたトマトを握りつぶしたことを悔やみ、第10話であかねの家に謝りに訪ねたりする一面もある。
心根は優しいが、目的を遂げる覚悟も非常に強く、前述のトマトの件もそれ故の行動である。あくまで示現エンジンの破壊が目的であり、アローンに頼らずとも示現エンジンさえ壊せば目標は達成すると考え、自ら行動することもある。
鳥好きで、港でアジサシと戯れたり、唯一飼っているインコの「ピースケ」 を可愛がっている。
その正体は、別の可能性世界から来た人間。れいが元いた世界は示現エネルギーの暴走によって消滅しており、彼女が唯一の生き残り。カラスから「『始まりと終わりに存在するもの』ならば元の世界を再生できる」と教えられ、「叶えたければ代償にこの世界の示現エンジンを破壊しろ」と命じられている。極端な寡黙さも、元は「この世界への影響を最小限にせよ」とカラスに求められて始めた振る舞いである。元の世界で唯一残った形見の鍵（彼女の自宅の鍵で、後に世界を繋ぐ扉の鍵になる）を大切にしており、いつも首に下げている。他世界の存在であるため身体の組成が量子レベルでこの世界の人類と異なっており、人間離れした運動性を発揮する。戦う時は主に手首に装着しているワイヤを使うが、銃火器の扱いにも長けている。
4コマ漫画版では、ももの三者面談の件からあかねの母のしろはと絡みを持つようになった。
二葉 あおい（ふたば あおい）
声 - 村川梨衣
ビビッドチーム2人目の戦士で、あかねの大島北ノ山小中学校からの同級生。
資産家の令嬢だが体が病弱で、2年前、療養のためにブルーアイランドから伊豆大島の別邸へ引っ越してきた。引っ越して以降も体調が安定せずに休学を余儀なくされていたが、ようやく復調して帰路についた矢先にアローンと遭遇。不運にも乗っていた自家用機が被弾し、墜落してしまう。しかし間一髪の所をあかねに救われ、目の前で「変身」を目撃。その際に健次郎から、アローンに対抗できる力が自分にもあると聞かされ、あかねと共に戦うことを決意してオペレーションキーを受け取る。第3話であかねと同様の事情から新大島学園の中等部に編入する。
2年前に初めて大島へ来た日、偶然出会ったあかねから自家栽培のトマトをもらったことがきっかけで仲が深まり、今では互いに一番の親友と呼べる間柄になっている。しかし実はトマトが苦手で、あかねに声を掛けるきっかけのために「好きだ」と嘘をついてしまった負い目をずっと心に秘めていた。それをあかねに知られる事を恐れたため、初めてのドッキングオペレーションで記憶の共有化を無意識に拒み、失敗させてしまう。しかし最終的には全てを打ち明け、あかねとの絆がより一層強まり、ドッキングに成功する。第7話では、あかねの育てたトマトを笑顔で食べられるようになっている。
オペレーションキーおよびパレットスーツの色は青。変身後は、平時の病弱さと打って変わって膂力に優れた戦士となり、第2話の初陣では自分に向って墜落してくる戦闘機すらも軽々と受け止めている。使用する武器は、大型ハンマーのネイキッド・インパクト。内蔵の推進装置による加速を得て放たれる打撃は強力で、直接打撃の他に、打面でアローンのビームを防いだり弾くこともできる。
4コマ漫画版では、何故か変身しなくても、怪力を発揮できる設定が追加された。
三枝 わかば（さえぐさ わかば）
声 - 大坪由佳
ビビッドチーム3人目の戦士。新大島学園の女子剣道部主将で、天元理心流（てんげんりしんりゅう）という剣術の宗家の娘。あかねとあおいが転入する2年A組の委員長。
剣の腕は1年生時に全国大会で優勝しており、2連覇も確実と言われるほど。スポーツ万能かつ学業優秀で、学園長に「学園の誇る才媛」と評されている。「天元理心流の名に掛けて」が口癖で、勝負事になれば剣術が関係しなくても口にする。勝気で負けず嫌いで、ひとつのことに囚われると周囲が見えなくなる。またかわいい物には目がなく、女性雑誌「ガールズモーリー」のファン。ひまわりに似合いそうな服やヘアピンをあらかじめ用意していたり、もものエプロン姿に反応を示すなど、かわいい物に対するこだわりが強い。中でもひまわりのことはいつも気にかけており、ひまわりがビビッドチームに加わって以降、一緒に買い物に行くなど何かと世話を焼いている。ひまわりもわかばのことを慕っており、互いの仲は非常に良い。
またあかねの妹のももも可愛らしい容姿と礼儀正しい態度から非常に可愛がっている。
虫やブツブツがある生物が苦手で、それに近い形状のメカも苦手としている。
最強と思っていた自分の剣をあかねにいなされたことで自信を喪失し、「真の強さ」とは何かと悩み、彼女に決闘を申し込む。その決闘の中であかねの自由な戦い方に感銘を受け、剣道を始めた頃の楽しむ気持ちを思い出す。その直後に出現したアローンに対して人々を守るために自らの危険を顧みずに戦うあかねたちを見て、これこそが「真の強さ」であると気付き、「自分も戦いたい」と志願してオペレーションキーを受け取る。
オペレーションキーおよびパレットスーツの色は緑。敏捷性と近距離攻撃に優れた戦士で、使用する武器はネイキッド・ブレード。大型の日本刀のような形状の大型刀で、アローンを斬り裂く。
四宮 ひまわり（しのみや ひまわり）
声 - 内田彩
ビビッドチーム4人目の戦士。新大島学園の生徒で、あかねたちのクラスメイト。
対人恐怖症の引き篭もり少女で、授業は自分の机の上に設置した細かい遠隔操作が可能なウェブカメラで受けている。機械系や電子系に詳しく、特に教えられなくてもビビッドシステムを理解できるほど頭脳明晰 で、さらに健次郎が仕掛けたブルーアイランド管理局のプロテクトを易々と破ってサーバに侵入するほど凄腕のハッカー。その科学技術への知識や造詣は健次郎と科学技術に関する会話を行っても難なくついていけるレベルで、尊敬している健次郎からは「わしの弟子」と最高の賛辞を受けている。その知識を活かしてアプリケーションの開発・有料配信も行っており、それなり の収入がある。工場萌え属性がある。
自宅ではコンピュータの熱暴走を防ぐためにエアコンを強めに効かせてコタツを置いた部屋に住んでいるため、多少の寒さには強いが暑さには弱い。褒められたりすると、照れ隠しに「まあまあ」と言う。ビビッドチームの中では最も背が低いがかなりの巨乳であり、わかばの服を借りた時は「胸がきつい」と漏らしている。わかばから貰った黄色いヘアピンを大切にしており、紛失した時は海に入ってまで探そうとしている。後にわかばが選んだ服がきっかけで雑誌記者にスカウトされ、女性雑誌「ガールズモーリー」のモデルになる。
偶然カメラを通して健次郎の秘密を知ってしまい、あかねたちに興味を抱く。時を同じくして、ウェブカメラを壊して謝罪に自宅を訪れたあかねの訪問を受ける。過去に「いじめを止めるために協力して欲しい」という友人の依頼にハッキングで協力するが、その友人に裏切られて人間不信に陥り、対人恐怖症になる。そのため、親しげに近づいてくるあかねたちに対して「友達なんていらない」と拒絶するが、エネルギープラントへのアローンの襲撃をきっかけに再び友情を信じるようになり、あかねたちと共に戦うことを決意してオペレーションキーを受け取る。ビビッドチーム加入後は引き篭もりを止め、再び学校に通っている。
オペレーションキーおよびパレットスーツの色は黄。知性と防御系に優れた戦士で、使用する武器はネイキッドコライダー。手甲から2対のビット兵器を射出し、それらが力場を発生させて敵の攻撃を反射するバリアを張ることが可能で、第8話ではこれを利用して相手のバリアを中和させるという使い方も見せる。
第10話では、これまでのアローンとの戦いを分析してアローンをパワーアップさせる「矢」の存在に気づき、このことがれいの正体を知るきっかけに繋がる。

### 一色家
あかねの家族たち。父親は7年前の研究所の事故で他界し、母親は熱海の病院に長期入院中のため、しっかり者の末っ子のももが事実上の家長となり、3人で暮らしている。
一色 もも（いっしき もも）
声 - 大亀あすか
あかねの妹。第3話で大島北ノ山小中学校から新大島学園の初等部に編入する。小学5年生。末っ子でありながら、一色家の家事全般と家計を取り仕切っているため、実質の一家の家長。年齢に似合わないしっかり者で、バーゲンセールや特売品の安売りには目がない。戦いの間は家を守っているが、あかねと一緒に戦えないことを残念に思っている。姉のお古のジャージ姿でいることが多い。
4コマ漫画版ではアニメより出番が増えて、能天気な姉のあかねや浪費家の祖父健次郎の年上二人に対して激しく怒る描写が多く、アニメ以上に苦労人な一面を出している。また姉と同じく催眠術が得意でそれをあかねのお仕置きに使った。

一色 健次郎（いっしき けんじろう）
声 - てらそままさき
身長169cm。あかねとももの祖父にして、示現エンジンを開発した天才科学者（人物描写の類型としては、｢技術者｣よりも｢発明家｣に近い）であり、人類社会のライフラインシステムを根幹から変革させた偉人。しかし堅苦しい所は全くなく、あかねたちにもノリ良く接する愉快な祖父。
かつては示現エンジンの開発責任者だったが、7年前の示現エンジン実験号機の暴走事故の責任を取る形で開発現場から追われ、管理局を去る。その頃からアローンの出現を予期してビビッドシステムの開発を提唱するが、当時はアローンの存在を誰にも信じてもらえず、以降は伊豆大島にある自宅兼研究所で一人研究を続け、ついに独力でビビッドシステムを完成させる。だが、完成時の爆発事故で肉体と精神が分離、ももから贈られたカワウソのぬいぐるみに意識が憑依し（うそくんを参照のこと）、肉体は心肺停止状態に陥る。そのため、肉体を自宅の冷蔵庫に保管し、元に戻るための方法を模索しつつ、うそくんの姿でオペレーションの指揮を取る。最終決戦の後、元の肉体に戻っている。
多くの発明品のパテントを持っていたが、全て放棄して7年前の暴走事故の償いに充てている。加えてビビッドシステムの開発費用を自己支弁しているために一色家の財政事情は逼迫しており、あかねがアルバイトで家計を助けている。このため、家の財布を握っている家長のももには頭が上がらない。
うそくん
ビビッドシステム完成時の爆発事故により、ももから贈られたカワウソのぬいぐるみに健次郎の意識が憑依した姿。
管理局所属当時の部下だった紫条に正体を明かしてからは、「うそくん」の姿のまま管理局で堂々と対アローン戦の指揮を取っている。通常はあかねやもも、紫条の頭や肩に乗っていることが多い。学校ではカバンの中に隠れている。
なお、「うそくん」という名は、ひまわりに健次郎の秘密を追求された際にあかねが咄嗟に付けた名前であり、正体を知る者がこう呼ぶことは基本的にない。
一色 ましろ
声 - 中村桜
あかねとももの母親。7年前の暴走事故により何らかの疾病を患っており、現在は家族と離れて「熱海メディカルプラザ」という病院に入院中。意識はハッキリしており、娘たちの面会にも応じられるが、ベッドからは出られない。最終回で家に戻っている。
4コマ漫画版では、もものために病気を持ちながら三者面談に無理してでも参加した。またこの件かられいとも親しくなった。

### 管理局/防衛軍
天城 みずは（あまぎ みずは）
声 - 山崎はるか
連合防衛軍 中尉で、F-35戦闘機のパイロット。アローンとの戦いには初戦から参加しており、自機を盾にしてあおいの乗ったティルトローター機を守るなど勇敢な活躍を見せる。健次郎と管理局が協力体制を築いて以後はビビッドチームの監督官に就任し、同時に教師として新大島学園に赴任。普段は2年A組の担任教師（担当教科は体育）としてあかねたちを見守り、有事の際はビビッドチームの指揮を執る。
当初は素人のあかねたちを信頼せず、規則や命令を遵守せよと叱るばかりだったが、戦いを共にする中で態度が次第に軟化。第11話では、独断で出撃したあかねたちを敢えて制止せず、これが閉塞した状況を変える契機となる。
第8話では、健次郎が人知れず重ねてきた苦労と努力を察して共感を示すなど、思いやりのある面も見せている。
紫条 悠里（しじょう ゆうり）
声 - 土井美加
ブルーアイランド管理局局長。ブルーアイランド防衛に関する全権を任されている。アローンとの戦闘中に突如介入してきた健次郎とビビッド戦士に驚きつつも、即座に味方であると理解し、あかねたちと連携して事に当たるように各方面に通達する。以降、健次郎たちとは密接な協力関係を築くこととなる。
健次郎とは旧知の仲であり、今も彼を「先生」と呼んで並々ならぬ敬意を払う。両者の関係について劇中ではほとんど説明されないが、第10話で執務室に置かれた写真から、かなり若い頃から接点があったことがうかがえる。
島崎 かおる（しまざき かおる）
声 - 中村桜
紫条の部下で、示現エンジンシステム管理センターのオペレーター。茶髪でポニーテール風に後ろ髪を束ねている。
渡辺 由衣（わたなべ ゆい）
声 - 石田嘉代
紫条の部下で、示現エンジンシステム管理センターのオペレーター。髪型は黒いセミロング。

### 未知の知性体
カラス
声 - 園崎未恵
黒いカラスの姿をした未知の知的生命体で、れいに示現エンジンの破壊を指示する。れいに、「元いた世界の消滅は示現エネルギーの暴走によるもので、この世界の示現エンジンを破壊することで『始まりと終わりに存在するもの』が元の世界を再生できる」と言い、彼女にアローンを強化する弓矢を顕現させる力を授け、示現エンジンの破壊を指示する。
れいに他人との接触を基本的に禁じており、それを破った時は首に刻まれた紋章で苦痛を与える。力を使う際には両目が赤く光る。
『始まりと終わりの狭間に存在するもの』の代弁者を名乗り、さまざまな世界でテストをしては失格と判断した幾つもの星々を滅ぼしてきた。普段は丁寧な口調ながら慇懃無礼で、れいに対して冷たく見下す冷徹さも持ち合わせている。本性は残忍かつ傲慢な性格で、テストだとは言いながらも言葉の端々にテストの失格を望んでいるかのような発言が見受けられる。「自らが神となる」野心を抱いており、人間を下等な生物と見下し、示現エンジンのような力を持つべきでは無いと考えている。
始まりと終わりの狭間に存在するもの
この宇宙よりも高次の世界に棲み、人間を遥かに超えた知性をもつと思われる存在。実体はおろか名前すら判っておらず、唯一「カラス」が会話の中で「始まりと終わりの狭間に存在するもの」や「絶対の存在」などと表現したことがあるのみで、一切が謎に包まれている。ごく稀に、宙に浮かぶメビウスの帯のような可視的な像を結ぶことがあるが、これが実際の姿であるのかは不明である。
使い方次第で世界全体のみならず他の可能性世界をも破壊しかねない「示現エネルギー」を未成熟な種が手にすることに危惧を抱いており、人類(正確には、あかね達の世界の人類)がそれに足るかを判断するため、一種のトライアルを実施。7年前の健次郎にアローン襲来の警告を与え、その後、実際にアローン、カラス、黒騎れい等を遣わした。カラスの言葉(11話)によれば、もしも示現エンジンを侵略から守るだけの力が無かったり、守るために同じ人間のれいを殺したりするならば、不合格として何らかの制裁執行を予定していたようである。しかし、健次郎やあかね達は、れいの秘密(彼女自身がアローンにとってガイドビーコンの役割を果たしており、れいが存在する限りアローンは襲来し続ける)を知っても命を奪う道は選ばず、アローンの襲来だけを技術的に封じる路を選択。トライアルは実質上の合格となり、世界は救われた。なお、最終決戦で示現エンジンの破壊(＝同じ人間を殺して自分の世界を守ろうとする行為)よりあかね達との融和を選んだ黒騎れいに対しても、あかね達と同質の選択をしたと認めてか、願いを聞き届けて故郷の世界を復元した。
得体が知れず非情でもあるが、邪悪ではなく、一定の公正さをもつ存在のようである。

## アローン
示現エンジンを狙って次々と襲い来る、正体不明の巨大敵性体。策敵にかかることなく近傍に突然現われ、示現エンジンへ向かって進攻してくる。
7年前の暴走事故直後から健次郎によって襲来が予見されていたが、長い沈黙を破ってついに出現した。
その姿は無制限なまでに多様で、体表の大部分が独特の黒暗色である点のみ一貫性が認められるが、形状については機械的なものから生物同然の変態を行うものまで幅広い。人知を超えた戦闘能力をもっており、日本国防軍が有する対空ミサイルや戦車砲などの通常兵器では殆ど歯が立たない。加えて攻撃面でも、最新鋭ステルス戦闘機のF-35やこんごう型護衛艦を一撃で貫通・破壊するほどの強力なビーム兵器を有する。
その目的は示現エンジンの破壊と考えられているが、侵攻目標である示現エンジンからのエネルギーで自らも稼動しているという特異な性質が判っており、接触を許した場合に何が起きるかは、厳密には確かめられていない。
黒騎れいが放つ光の矢を受けることで形状が大きく変化し、体色が赤変して、より強力なパワーを持つ「強化形態」へと進化する。
基本的にビビッドシステム以外での撃破は困難だが、堅固な防御はバリア能力や外殻の堅牢さに支えられていることが多い。よってそれを攻略できれば通常兵器でも有効打を与えられる場合がある。第8話で東京スカイツリーがアローンに占拠された際、そうした作戦が試され、SGE爆弾で撃破に至ったこともある。
健次郎がアローンの襲来を予見し得たのは、7年前の事故の際に「始まりと終わりの狭間に存在するもの」と遭遇し、メッセージを受け取ったため。健次郎はこれを、人間よりも高い知性と技術を持つ知性体からの接触だと理解し、アローンは彼らが差し向けた存在ではないかと考えている。
※ 以下に示す各アローンの形態呼称は、公式に発表されたものではない。
四脚型
第1話・第2話に登場。巨大な四脚の中央にプラネタリウム投影機のような形の胴体をもち、投光部よりビームを発しながら水上を滑るように移動する。あかねとあおい、および防衛軍の連携によって一旦は沈黙するが、れいの放った矢を受けて再起動。身体を変形させて飛翔し、格段に威力の増したビーム兵器や、ネイキッド・ウェポンを弾き返す程の防御力を得るが、ビビッドブルーのファイナルオペレーションによって撃破された。
龍型
第3話に登場。突起をもつ殻に覆われた龍のような姿をしており、海中に身を潜めて接近。姿を現した時には上陸寸前の水際まで迫っていた。高い機動性を活かした体当たりや、連射可能な散弾状のビームが主な攻撃手段。後にれいの放った光の矢を受け、ハリセンボンのように全身を刺に覆われた強化形態へと変貌したが、ビビッドグリーンのファイナルオペレーションによって撃破された。
ヤドカリ型
第4話に登場。半透明で触腕をもつクラゲのような笠の下に、ヤドカリに似た姿の本体が内包されている。空中を移動し、口と思しき部位から光弾を放つ。一度はビビッドブルーによって倒されるが、コアの破壊が完全でなく、それが海底で破片を回収して再生。能力を増して再出現した。ひまわりの参戦により再度大きなダメージを被るが、れいの放った光の矢を受け、全身に多数の目を持つ異形の強化形態へと変貌。体内に膨大な量のエネルギーを溜め込むようになり、迂闊に攻撃できない状態となったが、最後はビビッドイエローのファイナルオペレーションによって撃破された。
箱型
第5話に登場。浮遊する矩形の外枠の中に帯電したスパークギャップ状の部位をもち、その中心から強力なビームを放つ。れいが前日の負傷による衰弱から矢を放つ前に気絶したため、強化形態に変化することなく撃破された。
灯籠型
第7話で、新聞記事写真の中にのみ登場（冒頭で既に撃破後であった）。半透明の台座を持つ巨大な天秤のようなシルエットで、両腕の皿に相当する箇所には、灯籠を思わせる発光部位がある。写真では強化形態に特有の赤変が見られないが、出現の前後でれいの首筋の紋様が7から6に変化しており、光の矢を受けた可能性がある。また、写真の中の景色は明らかに日没後であり、初の夜間戦闘を強いられたらしいこともうかがえる。
糸巻き型
第7話に登場。まさしく巨大な糸巻き芯の形をしており、両側が互いに別方向へ回転することで強力な電磁パルスを発生させ、破壊よりも電子機器や電力網の麻痺を狙った攻撃を主体とする。これまでと異なり、示現エンジンからやや離れた筑波山上空付近に出現したが、ブルーアイランドへの直線進路上に東京都心部が存在。通過を許せば首都機能崩壊が必定であることから、あかね達は軍の輸送機で都内北部へ遠征し、初の本土内決戦となった。電磁パルスの影響を受けないビビッドシステムに対してはあまり有効な攻撃手段を持たず、ビビッドコライダーにより一度は倒されるも、破片の1つがれいの矢を受けて再活性化。不意を突く一撃であかねを撃墜したのち、元の糸巻き型へと再生した。
繭→蛾型
第8話に登場。第7話で再生した糸巻き型が粘性の糸で東京スカイツリーに寄生し、順次姿を変化させていった。まず寄生直後に、楕円形の「繭型」へと変化。元々の電磁パルスフィールドに加え、運動エネルギー弾を無効化する全周バリアや、指向性ビームによる反撃能力などを獲得した。中でもビームは、パレットスーツでは防御不可能なほどの超高出力を誇り、あかね撃墜によるドッキングオペレーション不能の状況下にあっては、健次郎をして「対処不可能」とまで言わしめる難敵となった。しかし、ビーム発射の瞬間、砲門周辺のバリアが局所的に解かれることが判明。その僅かな開口部をネイキッドコライダーでこじ開け、そこから電磁パルスの影響を受けない物理起爆式のSGE爆弾を投入する作戦が立案される。あおい、わかば、ひまわり、それに国防軍の連携による総力戦の結果、辛くも弾頭の投入には成功するが、れいの放った矢により、起爆できないうちに「羽化」が始まってしまう。繭の中から現れた「蛾型」は、単体で複数の矢を受けた初のアローンとなり、これまでの黒暗色の個体群とは違って、紫と黄色の鮮やかな眼状紋が浮き出た羽をもっていた。格段に増した敏捷さでたちまち全員を窮地に立たせるが、土壇場でネイキッド・ラングを加速ブースターに用いたあおいが速度で上回り、今度こそSGE爆弾を体内深くへ押し込んで起爆。完全に撃破された。
タツノオトシゴ型
第9話に登場。タツノオトシゴのようなS字を描くシルエットに、生物的な体節と空力スタビライザーのような機械的部位を併せ持つ。また、本体中核部分のみアローン特有の黒暗色だが、体表の多くの部分が耐熱性に優れた銀灰色の甲殻に覆われている。宇宙空間に出現し、直ちに大気圏へ高速突入。高熱を帯びた状態でブルーアイランド直上に襲来した。ビビッドブルーによる迎撃を受けるが、突入先端部の甲殻の隙間から眼を思わせる多数のレンズ状部位を現し、そこから弾幕状にビームを発射。これを自在にホーミングさせて苦戦に追い込んだ。しかし、追って駆けつけたわかば、ひまわりとの連携により押し返され、最終的にビビッドブルーのファイナルオペレーションによって撃破された。なお、れいの現場到着が間に合わず、強化形態への移行はされなかった。
ファージ型
第10話に登場。バクテリオファージをそのまま巨大にしたとも言える姿で、特徴的な多面体型の上体に4本の脚を持つ。ブルーアイランド山間部に現れ、出現後すぐにれいの矢を受けて強化形態へと移行。全高が伸び、脚が増えて5本となる。多面体の各頂点部にあるレンズ状部位からビームを発する等の攻撃手段をもつが、ビビッドグリーンのファイナルオペレーションにより短時間で撃破された。
堕天使型
第11話・第12話に登場。防衛軍司令部内に現れた「カラス」が、同施設に隔離されていた黒騎れいを飲み込み、残る矢の力を全て吸収して変身・巨大化した姿。建物を突き破って現在の台場公園の立地に出現し、一度の斉射で海軍艦隊を全滅させるほどの高出力ビームを発しながら、空路でブルーアイランドへと移動を開始した。そのシルエットは4対の翼をもつ貫頭衣姿の人間を思わせるが、頭に当たる部分が無く、代わりに眼球のような異形のコアが十字状の光を発しながら浮かんでいる。これまでのアローンを格段に上回る巨躯をもつ上、全体がビビッドシステムと逆位相のエネルギーに満ちており、健次郎をして、パレットスーツの全能力をもってしても打つ手無しと言わしめた。その言葉を受けて防衛軍によりSGE弾頭の大量投下が決行されるが、成層圏まで及ぶほどの火球に包まれても表皮にしか傷を受けず、瞬時に再生してみせる。もはや何者にも止め得ず、ほどなくその巨躯は示現エンジンへと到達。エネルギーを吸収し、世界規模の大停電を引き起こしながら、更なる巨大化を始める。だが、その体内でれいが未だ生きていることを知ったあかね達が、希望を取り戻し一致団結。ビビッドイエロー、グリーン、ブルーによるファイナルオペレーションの連続使用で最後の抵抗を試みる。示現エンジンからのエネルギー供給が下がり続ける中で次々とビビッドエンジンを臨界させる戦術は決死の賭けとなるが、救出を誓う強い思いによってビビッドシステムが健次郎の予測をも超えた性能を発揮。ついに外殻の一部が破壊され、あかねが体内へと侵入する。直後、あかねとれいの接触から生まれた第4のドッキング・オペレーション「ビビッドレッド」が規格外の力を放出。SGE弾頭すら寄せ付けなかった胴体部が一撃の下に内側から破壊される。だが、残った眼球状のコアが示現エンジンのエネルギーを急速に吸収。宇宙を破壊できるほどの力を蓄え、ビビッドレッドに対し1対1の決戦を挑む。しかしファイナルオペレーションの圧倒的な威力の前に敗れ、コアは全壊。断末魔と共に消滅した。

## 用語
国立新大島学園（こくりつしんおおしまがくえん）
ブルーアイランドにある男女共学の初等部・中等部併設校。ブルーアイランドの建設に合わせて設立された新設校であるため、他の学校とは違う最先端の教育カリキュラムが採用されている。そのため入学希望者が多く、入学試験の競争倍率は非常に高い。あかね・あおい・ももはアローン事件の対応に伴って特別に転校が許可された。中等部2年A組にあかね・あおい・わかば・ひまわり・れいの5人が、初等部にももが在籍する。
ちなみに女子制服は、｢上がセーラーカラーのシャツ（またはカバーオール）、下がスパッツ風のタイトなショートパンツ｣という、独特の仕立てになっている。
大島北ノ山小中学校（おおしまきたのやましょうちゅうがっこう）
あかね、あおい、ももらが当初通っていた、古い歴史を持つ小中共学の学校。生徒数は少なく、クラスは小中を含め1クラスのみ。第2話でアローンの襲撃により破壊してしまったため、あかねたちは新大島学園への転校を余儀なくされた。
ブルーアイランド
示現エンジンの建造に合わせて相模灘の中央に建設された人工島。熱海方面、三浦方面、伊豆大島方面の3方向へ長大な連絡橋が掛けられ、陸路での行き来も可能となっている。示現エンジンを中心に様々な地区に分けられており、学校や病院、役所などの公共施設もある。居住区には一般市民も多く住んでいるが、設計当初はエンジンの管理保全や研究関連の従務者が大半を占めていた。伊豆大島に対して新大島とも呼ばれている。
示現エンジン（じげんエンジン）
健次郎を中心とした開発チームによって5年前にブルーアイランドに建造された、世界のエネルギーの95%を担う新エネルギー炉。作られたエネルギーは示現エネルギーと呼ばれ、ブルーアイランドから整流プラントを経由して宇宙空間の静止衛星などへ送られ、「エナジーレインシステム」によって世界中へ無線で供給される。ちなみに「示現」とは、本来神仏や天よりの啓示や霊験が「示」し「現」されることをいう。
ビビッドシステム
健次郎が半生を掛けて開発した、アローンに唯一対抗しうる次世代武装運用システム。健次郎曰く「示現エンジンすら、ある意味でこれを開発するための副産物」。発動のトリガーは「オペレーションキー」と呼ばれる鍵で、最初の1つは健次郎からあかねに託され、他の3つはあかねのパレットスーツから生成された。
パレットスーツ
ビビッドシステムによってあかね達が装着する、対アローン用の次世代アームスーツ。各自が持つオペレーションキーによって変身する。発動コードは「イグニッション! テクスチャー・オン!」。見た目は手足が露出したカラーガード風の軽装だが、装着者の身体能力や防御力を劇的に引き上げ、更に質量制御とイオンクラフト噴射加速により自由な飛行をも可能にさせる。内部に電気的回路を持たず、全機能が示現エンジンから直接供給される示現エネルギーによって賄われているため、装着時には示現エンジンのエネルギー消費量が大きく上昇する。なお、素顔を隠すためのオプションとして申し訳程度のカラーグラスで目元を覆う機能も備えているが、ほとんど使用されない。
ドッキングオペレーション
2人のパレットスーツ装着者が1人に融合することで、ビビッドエンジンと呼ばれる形而上の動力機関を形成し、ビビッドシステムの力を最大限に引き出すオペレーションのこと。あおい・わかば・ひまわりのいずれかが、あかねの額にキス することで発動し、両者のいずれとも異なる全く新たな容姿をもった1人の戦士へと変化する。ドッキング完了の際は「ビビッド○○（キスする人物のパレットスーツカラーが入る）！ オペレーション！」と名乗りを上げ、大型化された武器を扱うようになる。
仕様上、ドッキングシステムの基点となり得るのはあかねのスーツのみで、例えばあおいとわかばがドッキングするといったことはできない。そのため、アローンを一撃の下に葬るほどの強大な力を得られる反面、あかねが戦列を離れると発動不可となる運用上のネックも抱えている。
ドッキングの際は互いの記憶と心を共有し合うため、心に迷いがあると失敗に終わる。
ドッキング後も2者の人格は個別に維持されているが、あかねが身体の動作、もう1人がビビッドエンジンと武器の管制を担当する（従って、口を動かして喋るのはあかねの役割となる）。エンジンを臨界させ出力200%で放つ必殺技は『ファイナルオペレーション』と呼ばれる。
オペレーション「ビビッドブルー」
あかねとあおいがドッキングした姿。パレットスーツはミニのワンピース風に、髪型は膝丈にまで届くロングヘアに、それぞれ変化する。使用する武器は、超大型ハンマーの「ビビッドインパクト」。ファイナルオペレーションでセーフティを解除すると、前後の打面付近が変形し、ハンマーヘッド全体が推進器のような形状をとる。
オペレーション「ビビッドグリーン」
あかねとわかばがドッキングした姿。パレットスーツは山笠装束風に、髪型はロングポニーテールに、それぞれ変化する。使用する武器は、片刃の大剣「ビビッドブレード」。ファイナルオペレーションでセーフティを解除すると、刀身が倍の長さに展開して光の刃を発する。
オペレーション「ビビッドイエロー」
あかねとひまわりがドッキングした姿。パレットスーツはゴシックドレス風に、髪型は腰丈まで届く縦ロールヘアに、それぞれ変化する。使用する武器は、浮遊するビットの間に力場を発生させて攻撃を跳ね返す「ビビッドコライダー」。ファイナルオペレーションでセーフティを解除すると、ビットの配置が巨大な砲門状となり、大出力のビームを放つ。ただし7話ではれいの放った弓により無効化された。
オペレーション「ビビッドレッド」
あかねとれいがイレギュラーなドッキングを果たした姿。あかねがれいの額にキスすることで変身する。パレットスーツは翼とマント状のスカートを帯びたショートドレス風に、髪型はツインテールに、それぞれ変化する。背中の翼を光粒子状に変えて巨大な光の翼を展開することができ、超高速での飛行が可能。他の3形態と異なり武器を持たないが、カラスの言葉によれば、他の3形態以上の高いエネルギーを有していると思われる。ファイナルオペレーションは、成層圏からの全速急降下とともに放つ右ストレート「ビビッドパンチ」。
また、全形態中唯一2人同時に喋っている。

わんこ
あかねが使う健次郎製作のホバーバイク。正式名称は「IZF-R1」。示現エンジンからエネルギーを供給し、「イオンクラフト効果」によって地上数メートルまで浮遊することができる。不安定ながら水上浮遊も可能であり、通学路を海路でショートカットする際などに時おり使われる。
冷蔵庫（健次郎作）
健次郎が2021年に製作した特殊な冷蔵庫。正式名称は「IZF-R2」。冷蔵庫内での時間の流れを遅くする機能が付いており、通常よりも鮮度を長期間保つことができるため、現在は健次郎の肉体の保存庫も兼ねている。

## 登場兵器
実在の兵器も多数登場するが、動力源は化石燃料などではなく、示現エネルギーから供給されている。そのため、最終決戦で示現エネルギーの供給が絶たれると、その多くが無力化されてしまった。
F-22 ラプター
アローンに対し最初に接近を試みたアメリカ空軍のステルス戦闘機（劇中では連合防衛軍所属）。OPにも登場。
F-35 ライトニングII
あかねとあおいと共にアローンと戦ったステルス戦闘機。空母に搭載されていたものはC型である。機銃やミサイルを用いてあかねとあおいを援護した。
V-22 オスプレイ
二葉家の私用機として第1話で登場。ブルーアイランドからの中継エネルギーで駆動するエナジーレインシステムを搭載した最新鋭機。劇中ではあおいを乗せてブルーアイランドに向かっている途中でアローンの攻撃を受けて示現エンジン最上部に不時着後、大破した。第7話では国防軍の機体がビビットチームの出動に使用された。第10話では連合防衛軍の機体が海兵隊を輸送している。
ニミッツ級航空母艦
アメリカ海軍の量産型原子力空母。6番艦ジョージ・ワシントン（CVN-73）がOPなどで登場。
搭乗員の使用言語から、日本国防軍と在日米軍が共同で作戦を行っていることが示されている（第3話で「連合防衛軍」との言葉も確認できる。その他「連合防衛軍」という表記が見られる。略称はUDF (Union Defense Force)。
EA-6B プラウラー
ニミッツ級航空母艦に搭載されていた電子戦機。
ジェラルド・R・フォード級航空母艦
アメリカ海軍が建造中の原子力空母。ニミッツ級の次世代型である。基本的にはニミッツ級をベースとしているが、ステルス性を考慮した設計や、新型原子炉、電磁カタパルトなどの新機軸を採用している。第2話にて墜落しかけたF-35をあおいが救った際に、着艦させた艦が本艦である。
こんごう型護衛艦
下記アーレイ・バーク級をベースに建造された日本初のイージスシステム搭載護衛艦。アローン迎撃に他の軍艦と赴いており、1番艦こんごう（DDG-173）、2番艦きりしま（DDG-174）、3番艦みょうこう（DDG-175）が劇中に確認できる。1番艦こんごうは劇中でも「こんごう」と呼称されており、アローンのレーザーにより撃沈されている。
アーレイ・バーク級ミサイル駆逐艦
アメリカ海軍のイージスシステムを搭載した駆逐艦。上記のこんごう型護衛艦のベースとなった艦でもある。
劇中にはDDG-56 ジョン・S・マケイン、DDG-63 ステザム、DDG-82 ラッセル、DDG-85 マクキャンベル、DDG-89 マスティンなどが確認できる。アローン迎撃に他の軍艦と赴き、レーザーによって数隻が撃沈されている。
タイコンデロガ級ミサイル巡洋艦
初の実用イージス艦。アメリカ海軍の中では巡洋艦として最多の建造数を誇る。他の艦と同様、アローンの迎撃に赴く。
劇中ではCG-63 カウペンスのほか数隻が確認できる。
90式戦車
日本国防軍の装備として登場。作中ではUGVに改修されている。第7話では三郷ジャンクション付近、第8話では小松川ジャンクション付近に展開し、アローン迎撃を行っている。OPにも登場。
ドロイド
連合防衛軍が運用するUAV。円筒形の胴体の中央部にライトを、下部にガトリング砲1基を装備している。第5話では示現エンジンを警備していた機体がれいと交戦し、第10話ではれいが矢を放つ位置を特定・追跡している。
USP拳銃、MP5短機関銃
第5話でれいが示現エンジン侵入時に警備兵から強奪、警備ドロイドとの戦闘で使用した。
ベアロイドマーク3
健次郎製作の近接格闘専用ロボット。自律型で大きさは約4m。登場直後にあおいによって頭部に岩を落とされ機能停止してしまった。
パレットスーツ試作初号機
健次郎製作のパレットスーツの試作機だが、あかねたちの使用している物と異なり、外見は10m以上の巨大ロボットで、健次郎自身が操縦席に乗り込み操縦する。ミサイルなどを搭載しているが、その搭載兵器は全てこけおどしで、実弾ではなく風船を射出する。最後はあかねの機転によって自爆に近い形で破壊された。
SGE爆弾
1発でも多大な破壊力を持つ爆弾。その影響は大気層の影響や地盤や地殻に深刻なダメージを与える恐れがあるため、連合防衛軍の管理下で凍結されている。
初登場は第8話で、あかね不在の状況下であおい・わかば・ひまわりによって蛾型アローンの内部へ埋め込まれ、これを撃破した。その後、最終話ではミサイルタイプの物がカラスが変貌したアローンを止めるべく大量に放たれたが、全く効果がなかった。
監督の高村和宏いわく「スゲエ爆弾」とのこと。

## スタッフ
- 原作 - TEAM VIVID
- 監督・キャラクターデザイン - 高村和宏[17]
- シリーズ構成 - 吉野弘幸[17]、高村和宏[17]
- 総作画監督 - 田中裕介[17]、佐野恵一[17]
- コンセプトデザイン - 左[17]、redjuice[17]
- プロップデザイン - 道下康太[17]
- メカデザイン - 浅賀和行[17]
- アローンデザイン - 林勇雄[17]
- キーアニメーター - 河野恵美、山口智、高瀬智章
- 3D監督 - 小野竜太[17]
- 美術設定 - 塩澤良憲[17]
- 美術監督 - 渡辺三千恵[17]
- 色彩設計 - 中島和子[17]
- 撮影監督 - 加藤伸也[17]
- 編集 - 三嶋章紀[17]
- 音響監督 - 吉田知弘[17]
- 音楽 - 深澤秀行[17]
- プロデューサー - 鳥羽洋典、小荒井孝典、遠藤哲哉、金庭こず恵、前田俊博
- アニメーションプロデューサー - 福島祐一
- 制作 - A-1 Pictures[17]
- 製作 - アニプレックス、アスキー・メディアワークス、電通、ムービック、MBS

## 主題歌
オープニングテーマ
「ENERGY」（第2話 - 第11話）
作詞 - Rico / 作曲・編曲 - 齋藤真也 / 歌 - earthmind
第1話・TV版第12話ではOPがない代わりにエンディングテーマとして使用され、BD版第12話ではエンディングテーマとしても使用された。

エンディングテーマ
「WE ARE ONE!」（第2話）
作詞・作曲 - 佐伯youthK / 編曲 - 宮崎誠 / 歌 - 一色あかね（佐倉綾音）、二葉あおい（村川梨衣）
「STEREO COLORS」（第3話）
作詞・作曲・編曲 - DECO*27 / 歌 - 一色あかね（佐倉綾音）、三枝わかば（大坪由佳）
「Stray Sheep Story」（第4話）
作詞・作曲・編曲 - 橋本由香利 / 歌 - 一色あかね（佐倉綾音）、四宮ひまわり（内田彩）
「ありふれたしあわせ」（第5話）
作詞 - こだまさおり / 作曲・編曲 - 田中秀和 / 歌 - 黒騎れい（内田真礼）
「Vivid Shining Sky」（第6話 - 第11話）
作詞 - こだまさおり / 作曲・編曲 - 神前暁 / 歌 - 一色あかね（佐倉綾音）、二葉あおい（村川梨衣）、三枝わかば（大坪由佳）、四宮ひまわり（内田彩）、黒騎れい（内田真礼）

## 各話リスト
| 話数     | サブタイトル                                                                  | 脚本     | 絵コンテ        | 演出              | 作画監督                                       |
| -------- | ----------------------------------------------------------------------------- | -------- | --------------- | ----------------- | ---------------------------------------------- |
| 第一話   | ファーストオペレーション                                                      | 吉野弘幸 | 伊藤祐毅        | 伊藤祐毅          | 田中裕介                                       |
| 第二話   | かさなり合う瞬間（とき）                                                      | 吉野弘幸 | 益山亮司        | 益山亮司          | 佐野恵一                                       |
| 第三話   | 本当の強さ                                                                    | 岡村天斎 | 松林唯人        | 松林唯人          | 佐々木政勝、浅賀和行                           |
| 第四話   | 約束                                                                          | 森田繁   | 小林寛          | 小林寛            | 岩崎将大                                       |
| 第五話   | もう一つの鍵                                                                  | 吉野弘幸 | 高橋正典        | 高橋正典          | 山口智                                         |
| 第六話   | 健次郎があかね達の 友情パワーを 強化しようとするけど とんでもないことになる話 | 森田繁   | Royden B        | 筑紫大介          | 戸谷賢都、鈴木大 有澤寛（メカ）                |
| 第七話   | ゆずれない願い                                                                | 吉野弘幸 | 名取孝浩        | 吉沢俊一          | 道下康太、池田佳代 柳隆太（エフェクト）        |
| 第八話   | 今日よりも鮮やかに                                                            | 吉野弘幸 | 林勇雄 伊藤祐毅 | 林勇雄            | 高瀬智章                                       |
| 第九話   | 晴れときどきふわふわ                                                          | 森田繁   | 益山亮司        | 益山亮司          | 山本周平                                       |
| 第十話   | 光と影と                                                                      | 吉野弘幸 | 今泉賢一        | 間島崇寛          | 山口智                                         |
| 第十一話 | つたえたい想い                                                                | 森田繁   | Royden B        | 高橋正典 松林唯人 | 戸谷賢都                                       |
| 第十二話 | ビビッドレッド・オペレーション                                                | 吉野弘幸 | 伊藤祐毅        | 伊藤祐毅 益山亮司 | 佐野恵一、田中裕介 戸谷賢都、道下康太 高村和宏 |

## 放送局
毎日放送・TBSテレビ・BS-TBSは『アニメイズム』第1部 (B1)。
第1話の視聴率がTBSで3.7%と『アニメイズム』枠としては過去最高ともいえる深夜帯としては驚異的な数値を記録した。
毎日放送・TBSテレビ・中部日本放送・BS-TBSでは第5話以降に次回予告が放送されず、放送週の土曜日に公式サイトで公開する形をとっていた。
| 放送地域                                                                            | 放送局       | 放送期間                | 放送日時                                                  | 放送系列 | 備考                                  |
| ----------------------------------------------------------------------------------- | ------------ | ----------------------- | --------------------------------------------------------- | -------- | ------------------------------------- |
| 近畿広域圏                                                                          | 毎日放送     | 2013年1月11日 - 3月29日 | 金曜 1:30 - 2:00（木曜深夜）                              | TBS系列  | 製作局                                |
| 関東広域圏                                                                          | TBSテレビ    | 2013年1月12日 - 3月30日 | 土曜 1:55 - 2:25（金曜深夜）                              | TBS系列  | 作品の舞台地（東京都）                |
| 中京広域圏                                                                          | 中部日本放送 | 2013年1月12日 - 3月30日 | 土曜 3:05 - 3:35（金曜深夜）                              | TBS系列  |                                       |
| 日本全域                                                                            | BS-TBS       | 2013年1月13日 - 3月31日 | 日曜 0:00 - 0:30（土曜深夜）                              | BS放送   |                                       |
| 鹿児島県                                                                            | 南日本放送   | 2013年3月13日 - 4月20日 | 水曜 2:00 - 2:30（火曜深夜） 土曜 1:45 - 2:15（金曜深夜） | TBS系列  | 週2話放送                             |
| 日本全域                                                                            | AT-X         | 2013年4月3日 - 6月19日  | 水曜 22:00 - 22:30                                        | CS放送   | リピート放送あり                      |
| 東京都                                                                              | TOKYO MX     | 2013年7月7日 - 9月22日  | 日曜 23:00 - 23:30                                        | 独立局   | 東京都内では実質再放送 / 作品の舞台地 |
| 出典：「放送&配信情報」『ビビッドレッドオペレーション』公式サイト、2014年7月1日閲覧 |              |                         |                                                           |          |                                       |

2013年1月より、ニコニコ生放送とバンダイチャンネルにてインターネット上でのライブ配信が行われた。

## BD / DVD
| 巻数 | 発売日        | 収録話          | 規格品番     | 規格品番     | 規格品番  |
| 巻数 | 発売日        | 収録話          | BD限定版     | DVD限定版    | DVD通常版 |
| ---- | ------------- | --------------- | ------------ | ------------ | --------- |
| 1    | 2013年3月27日 | 第1話 - 第2話   | ANZX-9021/22 | ANZB-9021/22 | ANSB-9021 |
| 2    | 2013年4月24日 | 第3話 - 第4話   | ANZX-9023/24 | ANZB-9023/24 | ANSB-9023 |
| 3    | 2013年5月29日 | 第5話 - 第6話   | ANZX-9025/26 | ANZB-9025/26 | ANSB-9025 |
| 4    | 2013年6月26日 | 第7話 - 第8話   | ANZX-9027/28 | ANZB-9027/28 | ANSB-9027 |
| 5    | 2013年7月24日 | 第9話 - 第10話  | ANZX-9029/30 | ANZB-9029/30 | ANSB-9029 |
| 6    | 2013年8月28日 | 第11話 - 第12話 | ANZX-9031/32 | ANZB-9031/32 | ANSB-9031 |

- 各巻特典ディスク
- 第1巻
  - 第二話エンディングテーマ「WE ARE ONE!」歌：一色あかね（佐倉綾音）＆二葉あおい（村川梨衣）
  - 一色あかねキャラクターソング「Friend of mine」歌：一色あかね（佐倉綾音）
  - 二葉あおいキャラクターソング「なんでもちゃんと」歌：二葉あおい（村川梨衣）
- 第2巻
  - 第三話EDテーマ「STEREO COLORS」歌：一色あかね（佐倉綾音）＆三枝わかば（大坪由佳）
  - 第四話EDテーマ「Stray Sheep Story」歌：一色あかね（佐倉綾音）＆四宮ひまわり（内田彩）
  - 三枝わかば＆四宮ひまわりキャラクターソング「maelstrom」歌：三枝わかば（大坪由佳）＆四宮ひまわり（内田彩）
- 第3巻
  - 第五話エンディングテーマ「ありふれたしあわせ」歌：黒騎れい（内田真礼）
  - 第六話エンディングテーマ「Vivid Shining Sky」歌：一色あかね（佐倉綾音）＆二葉あおい（村川梨衣）＆三枝わかば（大坪由佳）＆四宮ひまわり（内田彩）＆黒騎れい（内田真礼）
  - メインキャラ5人によるキャラクターソング「Let's be together!!」歌：一色あかね（佐倉綾音）二葉あおい（村川梨衣）＆三枝わかば（大坪由佳）＆四宮ひまわり（内田彩）＆黒騎れい（内田真礼）
- 第4巻
  - オリジナル・サウンドトラックVol.01
- 第5巻
  - オリジナル・サウンドトラックVol.02
- 第6巻
  - 『ビビッドレッド・オペレーション スペシャルLIVEオペレーション』イベント映像収録
  - 2013年5月26日にZepp Tokyoにて開催されたイベントの模様を収録。 出演：佐倉綾音・村川梨衣・大坪由佳・内田彩・内田真礼・大亀あすか・山崎はるか 司会：吉田尚記

## Webラジオ
『ビビッドレッド・ラジオペレーション』は、2012年12月6日から2013年5月30日まで、HiBiKi Radio Stationと音泉にて毎週木曜日に配信されていたラジオ番組。
パーソナリティ
佐倉綾音（一色あかね役）
大坪由佳（三枝わかば役）

ゲスト
#9 村川梨衣（二葉あおい役）
#10 内田真礼（黒騎れい役）
#14 内田彩（四宮ひまわり役）

関連商品
| ラジオCD「ビビッドレッド・ラジオペレーション」 | ラジオCD「ビビッドレッド・ラジオペレーション」 | ラジオCD「ビビッドレッド・ラジオペレーション」 | ラジオCD「ビビッドレッド・ラジオペレーション」 | ラジオCD「ビビッドレッド・ラジオペレーション」 |
| Vol                                            | 発売日                                         | 新規撮り下ろし特別版ゲスト                     | 通常配信回                                     | 規格品番                                       |
| ---------------------------------------------- | ---------------------------------------------- | ---------------------------------------------- | ---------------------------------------------- | ---------------------------------------------- |
| 1                                              | 2013年4月03日                                  | 内田真礼（黒騎れい役）                         | #01 - #09                                      | VVRD-0001                                      |
| 2                                              | 2013年6月26日                                  | 村川梨衣（二葉あおい役）                       | #10 - #18                                      | VVRD-0002                                      |
| 3                                              | 2013年8月21日                                  | 内田彩（四宮ひまわり役）                       | #19 - #26                                      | VVRD-0003                                      |

## ゲーム

### ソーシャルゲーム
2013年3月29日より2014年4月25日まで「GREE」と「Mobage」にて配信されていた。毎日放送とTBSテレビ、ネクストリーの共同事業となっており、基本プレイは無料のアイテム課金制となっている。
テレビアニメに沿った内容で、アニメに登場するキャラクターカードを集め、仲間と協力しながら「アローン」を討伐し、カードを育てていく。また、アニメにはなかったゲームのオリジナルデザインのカードも存在している。
「アローン」を討伐するとお金やガチャチケットを入手することが可能。さらに強力なボス「レイドアローン」を倒すとレアカードも獲得可能となっている。

### コンシューマーゲーム
ビビッドレッド・オペレーション あかねとマヨっとオペレーション！
2013年3月28日よりPlayStation Storeにて配信開始。2019年3月28日に配信終了。アナログスティックを回してマヨネーズが千切れないようにご飯に盛り付けるアクションパズル。5段階の難易度設定に応じて、マヨネーズの色と味が変わる。
条件を充たすことで、ご飯以外のプチトマトなどにもマヨネーズを盛り付けられる。これは、ニコニコ生放送『ニコ生オペレーション』出演時に声優がくじで引き当てたものを再現した演出である。
本作品の購入特典として、『Hyper Intimate Power』でマヨネーズチューブ型武器「マヨキッドラング」が使用できるようになる。
ビビッドレッド・オペレーション -Hyper Intimate Power-
2013年6月20日よりPlayStation Storeにて配信開始。2019年3月28日に配信終了。主人公の一色あかねをはじめとする少女たちが友情パワーで正体不明の敵“アローン”と大空を舞台に戦うアクションゲーム。期間限定でデジタル書籍『電撃ビビッドレッドマガジン』が付属する「ビビっとテンコ盛りパック」も配信されていた。
友情をテーマとした作風にあわせて、「親友」を意味する "intimate" が題名に盛り込まれている。またダブルミーニングとして、副題の頭文字をつなげると "HIP" となる。

### その他タイアップ
- 2013年5月21日より順番に期間限定で『トリックスター』にボイスペットとしてキャラクターが登場するというコラボレーションを行った。
- 2013年6月18日に一色あかね、2013年7月9日に二葉あおい、2013年7月23日に三枝わかば、2013年8月2日に四宮ひまわり、2013年8月16日に黒騎れいが『嫁コレ』にて、配信開始。同サービス終了により2016年8月31日で配信終了。
- 2013年6月26日より期間限定で『Paperman』とのコラボレーションが開始され、着用アイテムや称号などが入手可能だった。
- 2013年6月27日より期間限定で『大戦略WEB』とのコラボレーションが開始され、あかねやれいといった主要キャラクターが士官として登場。特別ミッションなども配信されている。
- 2013年7月4日より期間限定で『スカッとゴルフ パンヤ』とのコラボレーションが開始され、衣装やマスコットに起用されたりなどした。
- 2015年12月発売の音楽ゲーム『ミラクルガールズフェスティバル』に本作のキャラクターが登場する。

## 書籍
『電撃G's magazine』誌上にて漫画版2作品が連載された。
ビビッドレッド・オペレーション
単行本描き下ろしで第1巻が刊行された後、その続きが『電撃G's magazine』2013年5月号から2014年4月号まで掲載された。
アニメの展開をほぼ忠実に再現したストーリー漫画であるが、物語序盤の内容が省略されており、アニメ第2話におけるあかねとあおいがドッキングするシーンから始まっている。
書誌情報
原作：TEAM VIVID、作画：小梅けいと。KADOKAWA アスキーメディアワークス〈電撃コミックス〉
1. 2013年2月27日発行（同日発売）、ISBN 978-4-04-891356-0
2. 2014年4月26日発行（同日発売）、ISBN 978-4-04-866176-8

ビビッドレッド・オペレーション The 4コマ びびおぺ
『電撃G's magazine』2012年11月号から2014年5月号まで掲載。
あかねたちの日常を描いた4コマ漫画である。一応アローンとの戦闘は行われているものの、ほとんど描写はない。アニメの前日譚、挿話的なエピソードが主だが、終盤はアニメとは異なる展開を見せる。
独自の特徴として、アニメではひたすら残酷で傲慢だったカラスがれいの身を案じる友人に変更されており、終盤では人間の姿で活躍する。
本作のみの登場人物
ももmk2
健次郎製作の「超高性能家事手伝いロボ」。ももの負担を軽減するために製作したとされるが、作中では実際に家事を手伝う場面はなかった。
耳などにロボットとしての特徴が現れているが、外見はももと瓜二つで、「ほくろ」など細部の特徴まで再現されている。飛行能力も備えている。
堕天使ちゃん
『始まりと終わりの狭間に存在するもの』の下で、並行世界を監視している存在。黒いロングヘアーと褐色の肌を持つ少女の姿をしているが、人間ではない。示現エンジンの暴走で滅亡した世界かられいを救出し、姿を変えて、彼女の世界を復元するために助力する。
書誌情報
原作：TEAM VIVID、作画：娘太丸。KADOKAWA アスキーメディアワークス〈電撃コミックスEX〉
1. 2013年7月27日発行、ISBN 978-4-04-891793-3
2. 2014年5月27日発行、ISBN 978-4-04-866587-2

ビビッドレッド・オペレーション ファイナルビジュアル集
ビビッドレッド・オペレーション ファイナル設定資料集
アスキーメディアワークス発行。ISBNコードなし。
「ビビッドレッド・オペレーション スペシャルLIVEオペレーション」会場にて先行販売後、電撃屋で販売された。また、一部他店舗でも販売された。

## パチスロ・パチンコ
- パチスロ：パチスロ ビビッドレッド・オペレーション（2017年3月、三洋物産）[33]
- パチンコ：Pビビッドレッドオペレーション（2021年6月、ニューギン）[34]
- パチンコ：PAビビッドレッド・オペレーション Sweetもも99ver.（2022年7月、ニューギン）[35]